# Lista siturilor arheologice din județul Bihor - S
Lista siturilor arheologice din județul Bihor - S conține toate siturile arheologice din județul Bihor înscrise în Repertoriul Arheologic Național (RAN) și aflate în localități al căror nume începe cu litera S. RAN este administrat de Ministerul Culturii și Patrimoniului Național și cuprinde date științifice, cartografice, topografice, imagini și planuri, precum și orice alte informații privitoare la zonele cu potențial arheologic, studiate sau nu, încă existente sau dispărute.
Puteți căuta un sit din localitățile care încep cu litera S folosind formularul de mai jos sau puteți naviga prin toate siturile din județ la Lista siturilor arheologice din județul Bihor.
| Cod RAN                                  | Denumire | Localitate                                              | Adresă                                                   | Datare                                 | Descoperit | Coordonate                                    | Imagine           | Erori            |
| ---------------------------------------- | --- | ------------------------------------------------------- | -------------------------------------------------------- | -------------------------------------- | ---------- | --------------------------------------------- | ----------------- | ---------------- |
| 31271.01.02                              | Situl arheologic de la Suplacu de Barcău - "Corău I, II III, IV" / ansamblu anonim (Categorie: locuire civilă) (Tip: Așezare)                         | sat Suplacu de Barcău, comuna Suplacu de Barcău         | Corău I, II, III, IV                                     | Starčevo - Criș                        | 1973       | 47°15′N 22°30′E / 47.25°N 22.5°E              | Încărcați imagine | Raportați eroare |
| 31271.01.01                              | Situl arheologic de la Suplacu de Barcău - "Corău I, II III, IV" / ansamblu anonim (Categorie: locuire civilă) (Tip: Așezare)                         | sat Suplacu de Barcău, comuna Suplacu de Barcău         | Corău I, II, III, IV                                     |                                        | 1973       | 47°15′N 22°30′E / 47.25°N 22.5°E              | Încărcați imagine | Raportați eroare |
| 31271.01.03                              | Situl arheologic de la Suplacu de Barcău - "Corău I, II III, IV" / ansamblu anonim (Categorie: locuire civilă) (Tip: Așezare)                         | sat Suplacu de Barcău, comuna Suplacu de Barcău         | Corău I, II, III, IV                                     | Pișcolt                                | 1973       | 47°15′N 22°30′E / 47.25°N 22.5°E              | Încărcați imagine | Raportați eroare |
| 31271.01.04                              | Situl arheologic de la Suplacu de Barcău - "Corău I, II III, IV" / ansamblu anonim (Categorie: locuire civilă) (Tip: Așezare)                         | sat Suplacu de Barcău, comuna Suplacu de Barcău         | Corău I, II, III, IV                                     |                                        | 1973       | 47°15′N 22°30′E / 47.25°N 22.5°E              | Încărcați imagine | Raportați eroare |
| 30461.01.01                              | Așezarea medievală de la Sânmartin de Beiuș - "La Piatră" / ansamblu anonim (Categorie: locuire civilă) (Tip: Așezare)                                | sat Sânmartin de Beiuș, comuna Pocola                   | La Piatră                                                | sec. X-XVI                             |            | 46°41′31″N 22°18′23″E / 46.69194°N 22.30639°E | Încărcați imagine | Raportați eroare |
| 29984.01.01 (Cod LMI: BH-I-s-B-01011)    | Ruinele bisericii ortodoxe de la Seghiște- La Cimitir / ansamblu anonim (Categorie: structură de cult/religioasă) (Tip: Biserică)                     | sat Seghiște, comuna Lunca                              | La Cimitir                                               | sec. XV - XVII                         | 2000       |                                               | Încărcați imagine | Raportați eroare |
| 31020.03.01                              | Necropola medievală de la Sălard - "Madaraszkert" / ansamblu anonim (Categorie: descoperire funerară) (Tip: Necropolă de inhumație)                   | sat Sălard, comuna Sălard                               | Madaraszkert                                             | sec.XIV                                |            |                                               | Încărcați imagine | Raportați eroare |
| 29065.02.01                              | Așezarea neolitică de la Sacalasău / ansamblu anonim (Categorie: locuire civilă) (Tip: Așezare)                                                       | sat Sacalasău, comuna Derna                             |                                                          | Tisa                                   |            |                                               | Încărcați imagine | Raportați eroare |
| 30997.01.01                              | Așezarea eneolitică de la Sălacea - "Movila Vinerii" / ansamblu anonim (Categorie: locuire civilă) (Tip: Așezare)                                     | sat Sălacea, comuna Sălacea                             | Movila Vinerii                                           | Tiszapolgár                            |            |                                               | Încărcați imagine | Raportați eroare |
| 30997.02.01 (Cod LMI: BH-I-a-B-01000)    | Situl preistoric de la Sălacea - "Dealul Cetății" / ansamblu anonim (Categorie: locuire) (Tip: Așezare)                                               | sat Sălacea, comuna Sălacea                             | Dealul Cetății                                           | Starčevo - Criș                        |            |                                               | Încărcați imagine | Raportați eroare |
| 30997.02.02 (Cod LMI: BH-I-a-B-01000)    | Situl preistoric de la Sălacea - "Dealul Cetății" / ansamblu anonim (Categorie: locuire) (Tip: Așezare)                                               | sat Sălacea, comuna Sălacea                             | Dealul Cetății                                           | Tiszapolgár                            |            |                                               | Încărcați imagine | Raportați eroare |
| 30997.02.03 (Cod LMI: BH-I-a-B-01000)    | Situl preistoric de la Sălacea - "Dealul Cetății" / ansamblu anonim (Categorie: locuire) (Tip: Necropolă)                                             | sat Sălacea, comuna Sălacea                             | Dealul Cetății                                           | Bodrogkeresztur                        |            |                                               | Încărcați imagine | Raportați eroare |
| 30997.02.04 (Cod LMI: BH-I-a-B-01000)    | Situl preistoric de la Sălacea - "Dealul Cetății" / ansamblu anonim (Categorie: locuire) (Tip: Necropolă)                                             | sat Sălacea, comuna Sălacea                             | Dealul Cetății                                           | sec. XI-XII                            |            |                                               | Încărcați imagine | Raportați eroare |
| 31020.11                                 | Topor eneolitic de la Sălard - "Colonia Bodolya" (Categorie: descoperire izolată) (Tip: obiect izolat)                                                | sat Sălard, comuna Sălard                               | Colonia Bodolya                                          |                                        |            |                                               | Încărcați imagine | Raportați eroare |
| 28647.02.01                              | Așezarea neolitică de la Sâniob- Kolyiut / ansamblu anonim (Categorie: locuire civilă) (Tip: Așezare)                                                 | sat Sâniob, comuna Sâniob                               | Kolyiut                                                  |                                        |            |                                               | Încărcați imagine | Raportați eroare |
| 26591.02.01                              | Așezarea neolitică de la Sânmartin- Sediul Fostului CAP / ansamblu anonim (Categorie: locuire civilă) (Tip: Așezare)                                  | sat Sânmartin, comuna Sânmartin                         | Sediul Fostului CAP                                      |                                        |            |                                               | Încărcați imagine | Raportați eroare |
| 30979.01.01                              | Așezarea neolitică de la Sânnicolau de Munte- Coada Măturii / ansamblu anonim (Categorie: locuire civilă) (Tip: Așezare)                              | localitate componentă Sânnicolau de Munte, oraș Săcueni | Coada Măturii                                            |                                        |            |                                               | Încărcați imagine | Raportați eroare |
| 26662.03.01                              | Așezări neo-eneolitice la Sântandrei / ansamblu anonim (Categorie: locuire civilă) (Tip: Așezare)                                                     | sat Sântandrei, comuna Sântandrei                       |                                                          | Starčevo - Criș                        |            |                                               | Încărcați imagine | Raportați eroare |
| 26662.03.02                              | Așezări neo-eneolitice la Sântandrei / ansamblu anonim (Categorie: locuire civilă) (Tip: Așezare)                                                     | sat Sântandrei, comuna Sântandrei                       |                                                          | Pișcolt                                |            |                                               | Încărcați imagine | Raportați eroare |
| 26662.03.03                              | Așezări neo-eneolitice la Sântandrei / ansamblu anonim (Categorie: locuire civilă) (Tip: Așezare)                                                     | sat Sântandrei, comuna Sântandrei                       |                                                          | Tiszapolgár                            |            |                                               | Încărcați imagine | Raportați eroare |
| 28745.01.01                              | Posibilă așezare Bodrokeresztur la Sighiștel / ansamblu anonim (Categorie: locuire civilă) (Tip: neprecizat)                                          | sat Sighiștel, comuna Câmpani                           |                                                          | Bodrogkeresztur                        |            |                                               | Încărcați imagine | Raportați eroare |
| 31137.01                                 | Topor preistoric de la Sârbi - "Cimitirul Satului" (Categorie: descoperire izolată) (Tip: obiect izolat)                                              | sat Sârbi, comuna Sârbi                                 | Cimitirul Satului                                        |                                        |            |                                               | Încărcați imagine | Raportați eroare |
| 28656.01                                 | Topoare eneolitice la Sfârnaș (Categorie: descoperire izolată) (Tip: obiect izolat)                                                                   | sat Sfârnaș, comuna Sâniob                              |                                                          |                                        |            |                                               | Încărcați imagine | Raportați eroare |
| 31903.01.01                              | Așezarea neolitică de la Subpiatră - "Peșteră" / ansamblu anonim (Categorie: locuire civilă) (Tip: Locuire)                                           | sat Subpiatră, comuna Țețchea                           | Peșteră                                                  | Tisa                                   |            |                                               | Încărcați imagine | Raportați eroare |
| 31271.03.01                              | Așezarea eneolitică de la Suplacu de Barcău- Dealul Somalhegy / ansamblu anonim (Categorie: locuire civilă) (Tip: Așezare)                            | sat Suplacu de Barcău, comuna Suplacu de Barcău         | Dealul Somalhegy                                         | Tiszapolgár                            |            |                                               | Încărcați imagine | Raportați eroare |
| 27141.01.01                              | Așezarea sezonieră de epoca bronzului din Satu Barbă- Groapa de animale / ansamblu anonim (Categorie: locuire civilă) (Tip: Așezare)                  | sat Satu Barba, comuna Abram                            | km 015+850 și km 016+000, punct Groapa de animale        |                                        | 2004       |                                               | Încărcați imagine | Raportați eroare |
| 27141.01.01                              | Așezarea sezonieră de epoca bronzului din Satu Barbă- Groapa de animale / complex bordei (Categorie: locuire civilă) (Tip: bordei)                    | sat Satu Barba, comuna Abram                            | km 015+850 și km 016+000, punct Groapa de animale        |                                        | 2004       |                                               | Încărcați imagine | Raportați eroare |
| 31020.01.01                              | Situl arheologic de la Sălard - Autostrada Borș-Brașov-km 49+000 și 050+100 / ansamblu anonim (Categorie: locuire civilă) (Tip: Așezare deschisă)     | sat Sălard, comuna Sălard                               | Autostrada Borș-Brașov-km 049+000 și 050+100             | Bodrogkeresztur                        |            |                                               | Încărcați imagine | Raportați eroare |
| 31020.01.02                              | Situl arheologic de la Sălard - Autostrada Borș-Brașov-km 49+000 și 050+100 / ansamblu anonim (Categorie: locuire civilă) (Tip: așezare)              | sat Sălard, comuna Sălard                               | Autostrada Borș-Brașov-km 049+000 și 050+100             |                                        |            |                                               | Încărcați imagine | Raportați eroare |
| 31020.01.03                              | Situl arheologic de la Sălard - Autostrada Borș-Brașov-km 49+000 și 050+100 / ansamblu anonim (Categorie: locuire civilă) (Tip: așezare)              | sat Sălard, comuna Sălard                               | Autostrada Borș-Brașov-km 049+000 și 050+100             |                                        |            |                                               | Încărcați imagine | Raportați eroare |
| 31020.02.01                              | Așezarea neolitică de la Sălard - ,,Valea Șisterea Sud" / ansamblu anonim (Categorie: locuire civilă) (Tip: Așezare)                                  | sat Sălard, comuna Sălard                               | Valea Șisterea Sud                                       | Starčevo - Criș                        |            |                                               | Încărcați imagine | Raportați eroare |
| 31020.08.01 (Cod LMI: BH-II-s-B-01198)   | Ruinele "Cetății Adrian" de la Sălard / ansamblu Cetatea Adrian (Categorie: fortificație) (Tip: Cetate)                                               | sat Sălard, comuna Sălard                               | Cetatea Adrian                                           | sec. XIII                              |            |                                               | Încărcați imagine | Raportați eroare |
| 31271.06.01                              | Situl arheologic de la Suplacu de Barcău-Gyertyanos I, II / ansamblu anonim (Categorie: locuire) (Tip: Așezare)                                       | sat Suplacu de Barcău, comuna Suplacu de Barcău         | Gyertyanos I, II                                         | Suplacu de Barcău                      |            |                                               | Încărcați imagine | Raportați eroare |
| 31271.06.02                              | Situl arheologic de la Suplacu de Barcău-Gyertyanos I, II / ansamblu anonim (Categorie: locuire) (Tip: Așezare)                                       | sat Suplacu de Barcău, comuna Suplacu de Barcău         | Gyertyanos I, II                                         | sec. X-XI                              |            |                                               | Încărcați imagine | Raportați eroare |
| 31271.06.03                              | Situl arheologic de la Suplacu de Barcău-Gyertyanos I, II / ansamblu anonim (Categorie: locuire) (Tip: Așezare)                                       | sat Suplacu de Barcău, comuna Suplacu de Barcău         | Gyertyanos I, II                                         |                                        |            |                                               | Încărcați imagine | Raportați eroare |
| 31271.06.04                              | Situl arheologic de la Suplacu de Barcău-Gyertyanos I, II / ansamblu anonim (Categorie: locuire) (Tip: Așezare)                                       | sat Suplacu de Barcău, comuna Suplacu de Barcău         | Gyertyanos I, II                                         |                                        |            |                                               | Încărcați imagine | Raportați eroare |
| 31271.10.01                              | Situl arheologic de la Suplacu de Barcău- Kizmezo / ansamblu anonim (Categorie: locuire) (Tip: Așezare)                                               | sat Suplacu de Barcău, comuna Suplacu de Barcău         | Kismezo                                                  | Suciu de Sus                           |            |                                               | Încărcați imagine | Raportați eroare |
| 31271.10.02                              | Situl arheologic de la Suplacu de Barcău- Kizmezo / ansamblu anonim (Categorie: locuire) (Tip: Așezare)                                               | sat Suplacu de Barcău, comuna Suplacu de Barcău         | Kismezo                                                  | Igrița                                 |            |                                               | Încărcați imagine | Raportați eroare |
| 31271.08.01                              | Așezarea medievală timpurie de la Suplacu de Barcău- Szilvas / ansamblu anonim (Categorie: locuire) (Tip: Așezare)                                    | sat Suplacu de Barcău, comuna Suplacu de Barcău         | Szilvas                                                  | sec. VIII-IX                           |            |                                               | Încărcați imagine | Raportați eroare |
| 31271.09.01                              | Cimitirul ortodox de la Suplacu de Barcău- str. Zarandului / ansamblu anonim (Categorie: descoperire funerară) (Tip: necropola)                       | sat Suplacu de Barcău, comuna Suplacu de Barcău         | str. Zarandului, punct str. Zarandului                   | sec. XV-XVII                           |            |                                               | Încărcați imagine | Raportați eroare |
| 28745.02.01                              | Așezarea Coțofeni de la Sigiștel - Peștera Măgura / ansamblu anonim (Categorie: locuire) (Tip: Așezare în peșteră)                                    | sat Sighiștel, comuna Câmpani                           | Peștera Măgura                                           | Coțofeni                               |            |                                               | Încărcați imagine | Raportați eroare |
| 31020.10.01                              | Șanțurile de la Sălard - Valea Fărcașului-Autostrada Brașov-Borș-km 54+150-54+350 / ansamblu anonim (Categorie: construcție) (Tip: șanț)              | sat Sălard, comuna Sălard                               | Valea Fărcașului-Autostrada Brașov-Borș-km 54+150-54+350 |                                        |            |                                               | Încărcați imagine | Raportați eroare |
| 28326.02.01 (Cod LMI: BH-I-m-B-01006.06) | Situl arheologic de la Sânnicolau Român - "Bereac" / ansamblu anonim (Categorie: locuire civilă) (Tip: Așezare)                                       | sat Sînnicolau Român, comuna Sănnicolau Romăn           | Bereac                                                   |                                        |            |                                               | Încărcați imagine | Raportați eroare |
| 28326.02.02 (Cod LMI: BH-I-m-B-01006.05) | Situl arheologic de la Sânnicolau Român - "Bereac" / ansamblu anonim (Categorie: locuire civilă) (Tip: Așezare)                                       | sat Sînnicolau Român, comuna Sănnicolau Romăn           | Bereac                                                   | sec. IV - III a. Chr.                  |            |                                               | Încărcați imagine | Raportați eroare |
| 28326.02.03 (Cod LMI: BH-I-m-B-01006.04) | Situl arheologic de la Sânnicolau Român - "Bereac" / ansamblu anonim (Categorie: locuire civilă) (Tip: Așezare)                                       | sat Sînnicolau Român, comuna Sănnicolau Romăn           | Bereac                                                   | sec. II-III p. Chr.                    |            |                                               | Încărcați imagine | Raportați eroare |
| 28326.02.04 (Cod LMI: BH-I-m-B-01006.03) | Situl arheologic de la Sânnicolau Român - "Bereac" / ansamblu anonim (Categorie: locuire civilă) (Tip: Așezare)                                       | sat Sînnicolau Român, comuna Sănnicolau Romăn           | Bereac                                                   | sec. V-VI                              |            |                                               | Încărcați imagine | Raportați eroare |
| 28326.02.05 (Cod LMI: BH-I-m-B-01006.02) | Situl arheologic de la Sânnicolau Român - "Bereac" / ansamblu anonim (Categorie: locuire civilă) (Tip: Așezare)                                       | sat Sînnicolau Român, comuna Sănnicolau Romăn           | Bereac                                                   | sec. VIII-IX                           |            |                                               | Încărcați imagine | Raportați eroare |
| 28326.02.06 (Cod LMI: BH-I-m-B-01006.01) | Situl arheologic de la Sânnicolau Român - "Bereac" / ansamblu anonim (Categorie: locuire civilă) (Tip: Așezare)                                       | sat Sînnicolau Român, comuna Sănnicolau Romăn           | Bereac                                                   | sec. XI-XIII                           |            |                                               | Încărcați imagine | Raportați eroare |
| 29065.01.01 (Cod LMI: BH-I-s-B-00994)    | Fortificația Latene de la Sacalașău Nou - "Dealul cu bani" / ansamblu anonim (Categorie: locuire) (Tip: Fortificație)                                 | sat Sacalasău, comuna Derna                             | Dealul cu bani                                           | geto-dacică sec. I a. Chr. - I p. Chr. |            |                                               | Încărcați imagine | Raportați eroare |
| 26984.01.01 (Cod LMI: BH-I-m-B-00995.02) | Situl arheologic de la Salonta - "Movila Trupului" / ansamblu anonim (Categorie: locuire civilă) (Tip: Așezare)                                       | municipiul Salonta                                      | Movila Trupului                                          | Otomani                                |            |                                               | Încărcați imagine | Raportați eroare |
| 26984.01.02 (Cod LMI: BH-I-s-B-00995)    | Situl arheologic de la Salonta - "Movila Trupului" / ansamblu anonim (Categorie: locuire civilă) (Tip: Așezare)                                       | municipiul Salonta                                      | Movila Trupului                                          | Tiszapolgár                            |            |                                               | Încărcați imagine | Raportați eroare |
| 26984.01.03 (Cod LMI: BH-I-m-B-00995.01) | Situl arheologic de la Salonta - "Movila Trupului" / ansamblu anonim (Categorie: locuire civilă) (Tip: Necropolă)                                     | municipiul Salonta                                      | Movila Trupului                                          | sec. X                                 |            |                                               | Încărcați imagine | Raportați eroare |
| 26984.02.01 (Cod LMI: BH-I-s-B-00996)    | Necropola medievală de la Salonta - "Pusta Pata" / ansamblu anonim (Categorie: descoperire funerară) (Tip: Necropolă)                                 | municipiul Salonta                                      | Pusta Pata                                               | sec. XI - XII                          |            |                                               | Încărcați imagine | Raportați eroare |
| 30924.01.01 (Cod LMI: BH-I-m-B-00998.03) | Situl arheologic de la Săcueni - "Horo" / ansamblu anonim (Categorie: locuire civilă) (Tip: Așezare)                                                  | oraș Săcueni                                            | Horo                                                     |                                        |            |                                               | Încărcați imagine | Raportați eroare |
| 30924.01.02 (Cod LMI: BH-I-m-B-00998.02) | Situl arheologic de la Săcueni - "Horo" / ansamblu anonim (Categorie: locuire civilă) (Tip: Necropolă)                                                | oraș Săcueni                                            | Horo                                                     | sec. VI-VII                            |            |                                               | Încărcați imagine | Raportați eroare |
| 30924.01.03 (Cod LMI: BH-I-m-B-00998.01) | Situl arheologic de la Săcueni - "Horo" / ansamblu anonim (Categorie: locuire civilă) (Tip: Așezare)                                                  | oraș Săcueni                                            | Horo                                                     | sec. VIII-IX                           |            |                                               | Încărcați imagine | Raportați eroare |
| 30924.02.01 (Cod LMI: BH-I-s-B-00999)    | Așezarea din epoca bronzului de la Săcueni - "Cetatea Boului" / ansamblu anonim (Categorie: locuire civilă) (Tip: Așezare)                            | oraș Săcueni                                            | Cetatea Boului                                           | Otomani - I-II                         |            |                                               | Încărcați imagine | Raportați eroare |
| 30997.04.01 (Cod LMI: BH-I-a-B-01000.02) | Așezarea neolitică de la Sălacea - "Varboț" / ansamblu anonim (Categorie: locuire civilă) (Tip: Așezare)                                              | sat Sălacea, comuna Sălacea                             | Varboț                                                   |                                        |            |                                               | Încărcați imagine | Raportați eroare |
| 30997.03.01 (Cod LMI: BH-I-m-B-01001.02) | Situl arheologic de la Sălacea - "Dealul Vida" / ansamblu anonim (Categorie: locuire civilă) (Tip: Așezare fortificată)                               | sat Sălacea, comuna Sălacea                             | Dealul Vida                                              | Otomani - I-II                         |            |                                               | Încărcați imagine | Raportați eroare |
| 30997.03.02 (Cod LMI: BH-I-m-B-01001.01) | Situl arheologic de la Sălacea - "Dealul Vida" / ansamblu anonim (Categorie: locuire civilă) (Tip: Necropolă)                                         | sat Sălacea, comuna Sălacea                             | Dealul Vida                                              | sec. X - XI                            |            |                                               | Încărcați imagine | Raportați eroare |
| 31020.06.01 (Cod LMI: BH-I-s-B-01002)    | Așezarea medievală de la Sălard - "Adrian" / ansamblu anonim (Categorie: locuire civilă) (Tip: Așezare)                                               | sat Sălard, comuna Sălard                               | Adrian                                                   | sec. X - XV                            |            |                                               | Încărcați imagine | Raportați eroare |
| 26591.01.01                              | Așezarea din epoca bronzului de la Sânmartin - "Dealul Corhan" / ansamblu anonim (Categorie: locuire civilă) (Tip: Așezare)                           | sat Sânmartin, comuna Sânmartin                         | Dealul Corhan                                            |                                        |            |                                               | Încărcați imagine | Raportați eroare |
| 31486.01.01 (Cod LMI: BH-I-s-A-01004)    | Situl arheologic de la Sânnicolau de Beiuș - "Dealul Boțocana" / ansamblu Ruinele reședinței familiei Borșa (Categorie: locuire civilă) (Tip: Cetate) | sat Sânnicolau de Beiuș, comuna Șoimi                   | Platoul Boțocana                                         | sec. XI - XIII                         |            | 46°41′37″N 22°06′59″E / 46.69361°N 22.11639°E | Încărcați imagine | Raportați eroare |
| 31486.01.02 (Cod LMI: BH-I-s-A-01004)    | Situl arheologic de la Sânnicolau de Beiuș - "Dealul Boțocana" / ansamblu Ruinele complexului monastic (Categorie: locuire civilă) (Tip: Mănăstire)   | sat Sânnicolau de Beiuș, comuna Șoimi                   | Platoul Boțocana                                         | sec. XI - XIII                         |            | 46°41′37″N 22°06′59″E / 46.69361°N 22.11639°E | Încărcați imagine | Raportați eroare |
| 31486.01.03 (Cod LMI: BH-I-s-A-01004)    | Situl arheologic de la Sânnicolau de Beiuș - "Dealul Boțocana" / ansamblu anonim (Categorie: locuire civilă) (Tip: Turn)                              | sat Sânnicolau de Beiuș, comuna Șoimi                   | Platoul Boțocana                                         | sec. XIII                              |            | 46°41′37″N 22°06′59″E / 46.69361°N 22.11639°E | Încărcați imagine | Raportați eroare |
| 31486.01.04 (Cod LMI: BH-I-s-A-01004)    | Situl arheologic de la Sânnicolau de Beiuș - "Dealul Boțocana" / ansamblu anonim (Categorie: locuire civilă) (Tip: Așezare)                           | sat Sânnicolau de Beiuș, comuna Șoimi                   | Platoul Boțocana                                         | Tiszapolgár                            |            | 46°41′37″N 22°06′59″E / 46.69361°N 22.11639°E | Încărcați imagine | Raportați eroare |
| 28326.01.01 (Cod LMI: BH-I-m-B-01005.06) | Situl arheologic de la Sânnicolau Român - "Ier" / ansamblu anonim (Categorie: locuire civilă) (Tip: Așezare)                                          | sat Sînnicolau Român, comuna Sănnicolau Romăn           | Ier                                                      |                                        |            |                                               | Încărcați imagine | Raportați eroare |
| 28326.01.02 (Cod LMI: BH-I-m-B-01005.05) | Situl arheologic de la Sânnicolau Român - "Ier" / ansamblu anonim (Categorie: locuire civilă) (Tip: Așezare)                                          | sat Sînnicolau Român, comuna Sănnicolau Romăn           | Ier                                                      | sec. III - II a. Chr.                  |            |                                               | Încărcați imagine | Raportați eroare |
| 28326.01.03 (Cod LMI: BH-I-m-B-01005.04) | Situl arheologic de la Sânnicolau Român - "Ier" / ansamblu anonim (Categorie: locuire civilă) (Tip: Așezare)                                          | sat Sînnicolau Român, comuna Sănnicolau Romăn           | Ier                                                      | sec. II-III p. Chr.                    |            |                                               | Încărcați imagine | Raportați eroare |
| 28326.01.04 (Cod LMI: BH-I-m-B-01005.03) | Situl arheologic de la Sânnicolau Român - "Ier" / ansamblu anonim (Categorie: locuire civilă) (Tip: Așezare)                                          | sat Sînnicolau Român, comuna Sănnicolau Romăn           | Ier                                                      | sec. VIII-X                            |            |                                               | Încărcați imagine | Raportați eroare |
| 28326.01.05 (Cod LMI: BH-I-m-B-01005.02) | Situl arheologic de la Sânnicolau Român - "Ier" / ansamblu anonim (Categorie: locuire civilă) (Tip: Așezare)                                          | sat Sînnicolau Român, comuna Sănnicolau Romăn           | Ier                                                      | sec. XI-XIII                           |            |                                               | Încărcați imagine | Raportați eroare |
| 28326.01.06 (Cod LMI: BH-I-m-B-01005.01) | Situl arheologic de la Sânnicolau Român - "Ier" / ansamblu anonim (Categorie: locuire civilă) (Tip: Așezare)                                          | sat Sînnicolau Român, comuna Sănnicolau Romăn           | Ier                                                      | sec. XIV-XVI                           |            |                                               | Încărcați imagine | Raportați eroare |
| 28326.03.01 (Cod LMI: BH-I-s-B-01007)    | Așezarea medievală de la Sânnicolau Român - "Coștei" / ansamblu anonim (Categorie: locuire civilă) (Tip: Așezare)                                     | sat Sînnicolau Român, comuna Sănnicolau Romăn           | Coștei                                                   | sec. XI - XVI                          |            |                                               | Încărcați imagine | Raportați eroare |
| 26662.01.01 (Cod LMI: BH-I-s-B-01008)    | Așezarea Coțofeni de la Sântandrei - "Podul Morii" / ansamblu anonim (Categorie: locuire civilă) (Tip: Așezare)                                       | sat Sântandrei, comuna Sântandrei                       | Podul Morii                                              | Coțofeni                               |            |                                               | Încărcați imagine | Raportați eroare |
| 26662.02.01 (Cod LMI: BH-I-m-B-01009.02) | Situl arheologic de la Sântandrei - "Grădina de legume" / ansamblu anonim (Categorie: locuire civilă) (Tip: Așezare)                                  | sat Sântandrei, comuna Sântandrei                       | Grădina de legume                                        | Otomani - II-III                       |            |                                               | Încărcați imagine | Raportați eroare |
| 26662.02.02 (Cod LMI: BH-I-m-B-01009.01) | Situl arheologic de la Sântandrei - "Grădina de legume" / ansamblu anonim (Categorie: locuire civilă) (Tip: Așezare)                                  | sat Sântandrei, comuna Sântandrei                       | Grădina de legume                                        |                                        |            |                                               | Încărcați imagine | Raportați eroare |
| 27677.01.01 (Cod LMI: BH-I-m-B-01010.04) | Situl arheologic de la Sântion - "Movila Mănăstirii" / ansamblu anonim (Categorie: locuire civilă) (Tip: Așezare)                                     | sat Sîntion, comuna Borș                                | Movila Mănăstirii                                        | Otomani - I-III                        |            |                                               | Încărcați imagine | Raportați eroare |
| 27677.01.02 (Cod LMI: BH-I-m-B-01010.01) | Situl arheologic de la Sântion - "Movila Mănăstirii" / ansamblu anonim (Categorie: locuire civilă) (Tip: Așezare)                                     | sat Sîntion, comuna Borș                                | Movila Mănăstirii                                        | sec. X I- XVI                          |            |                                               | Încărcați imagine | Raportați eroare |
| 27677.01.03 (Cod LMI: BH-I-m-B-01010.02) | Situl arheologic de la Sântion - "Movila Mănăstirii" / ansamblu anonim (Categorie: locuire civilă) (Tip: Mănăstire)                                   | sat Sîntion, comuna Borș                                | Movila Mănăstirii                                        | 1215-1567                              |            |                                               | Încărcați imagine | Raportați eroare |
| 27677.01.04 (Cod LMI: BH-I-m-B-01010.03) | Situl arheologic de la Sântion - "Movila Mănăstirii" / ansamblu anonim (Categorie: locuire civilă) (Tip: Cimitir)                                     | sat Sîntion, comuna Borș                                | Movila Mănăstirii                                        | sec. XI-XIII                           |            |                                               | Încărcați imagine | Raportați eroare |
| 31271.02.01 (Cod LMI: BH-I-s-B-01012)    | Situl arheologic de la Suplacu de Barcău - "Lapiș" / ansamblu anonim (Categorie: locuire civilă) (Tip: Așezare)                                       | sat Suplacu de Barcău, comuna Suplacu de Barcău         | Lapiș                                                    | Starčevo - Criș                        |            |                                               | Încărcați imagine | Raportați eroare |
| 31271.02.02 (Cod LMI: BH-I-s-B-01012)    | Situl arheologic de la Suplacu de Barcău - "Lapiș" / ansamblu anonim (Categorie: locuire civilă) (Tip: Așezare)                                       | sat Suplacu de Barcău, comuna Suplacu de Barcău         | Lapiș                                                    | Tiszapolgár                            |            |                                               | Încărcați imagine | Raportați eroare |
| 31271.02.03 (Cod LMI: BH-I-s-B-01012)    | Situl arheologic de la Suplacu de Barcău - "Lapiș" / ansamblu anonim (Categorie: locuire civilă) (Tip: Așezare)                                       | sat Suplacu de Barcău, comuna Suplacu de Barcău         | Lapiș                                                    | sec. VIII-XII                          |            |                                               | Încărcați imagine | Raportați eroare |